# Tuberolabium pendulum
Tuberolabium pendulum är en orkidéart som beskrevs av P.O'byrne och Jaap J. Vermeulen. Tuberolabium pendulum ingår i släktet Tuberolabium och familjen orkidéer.
Artens utbredningsområde är Sulawesi. Inga underarter finns listade i Catalogue of Life.